# املزهاوزن
شهر املزهاوزن در ایالت راینلند-فالتز در کشور آلمان واقع شده است.